# The Singapore Grip
La presa di Singapore (titolo orig. The Singapore Grip) è un romanzo di James Gordon Farrell del 1978. Il romanzo costituisce l'ultima parte della cosiddetta Trilogia dell'Impero, dopo Tumulti (1970) e L'assedio di Krishnapur (1973).

## Tema
Opera largamente satirica, The Singapore Grip racconta gli eventi precedenti e seguenti all'entrata del Giappone nella seconda guerra mondiale, quando esso invase rapidamente il Sud Est dell'Asia e occupò in soli sei giorni nel febbraio del 1942 Singapore, allora colonia britannica. L'azione ruota attorno a una famiglia britannica che controlla una delle maggiori compagnie commerciali della fiorente colonia. Nel 1941 Matthew Webb, giovane rampollo appena uscito dall'Università di Oxford, imbevuto di nobili ideali, giunge nella città asiatica a bordo di un aereo: prende possesso della fortuna ereditata dal padre, appena morto, senza alcuna esperienza lavorativa. Il pilota dell'aereo sembra metterlo subito in guardia: «E stia attento alla Singapore Grip!». Ma il giovane non capisce il senso malizioso della frase, che si riferisce a un'espressione colloquiale dello slang inglese, che descrive la tecnica sessuale usata dalle prostitute, nella quale eccellono le professioniste del sesso nell'isola, pratica nota anche come pompoir.
Usando i registri sia del romanzo storico che quello comico, l'autore ricostruisce con minuzia e dettagli veritieri la vita dell'avamposto commerciale dell'Impero Britannico, ormai al suo crepuscolo, descrivendo personaggi avidi, ipocriti, imcompetenti, ma sempre sul filo dell'ironia, in cui il mondo dell'élite coloniale, cullato sull'immobilità di uno sfruttamento dei colonizzati, sta per essere travolto sotto l'urto delle armate nipponiche. Matthew, ormai conscio che l'arricchimento del padre e del suo socio sia avvenuto con traffici opachi sulle spalle degli indigeni, si innamora di Vera Chiang, la quale durante un rapporto sessuale, gli farà provare finalmente il piacere di quella, fin allora incompresa, presa di Singapore.

## Adattamenti
Una miniserie TV in sei puntate tratta dal romanzo, con il titolo omonimo The Singapore Grip, è stata realizzata da Christopher Hampton per ITV. Andata in onda nel 2020, prima in Australia e poi nel Regno Unito, arriverà in Italia nel settembre 2021.

## Edizione italiana
- James Gordon Farrell, La presa di Singapore, traduzione di Francesca Cosi e Alessandra Repossi, Collana Biblioteca, Vicenza, Neri Pozza, 2021, ISBN 978-88-545-1804-9.